# 4 Heures de Spa-Francorchamps 2020
Navigation
Édition précédente Édition suivante
Les 4 Heures de Spa-Francorchamps 2020, disputées le 9 août 2020 sur le Circuit de Spa-Francorchamps sont la deuxième manche de l'European Le Mans Series 2020.

## Engagés

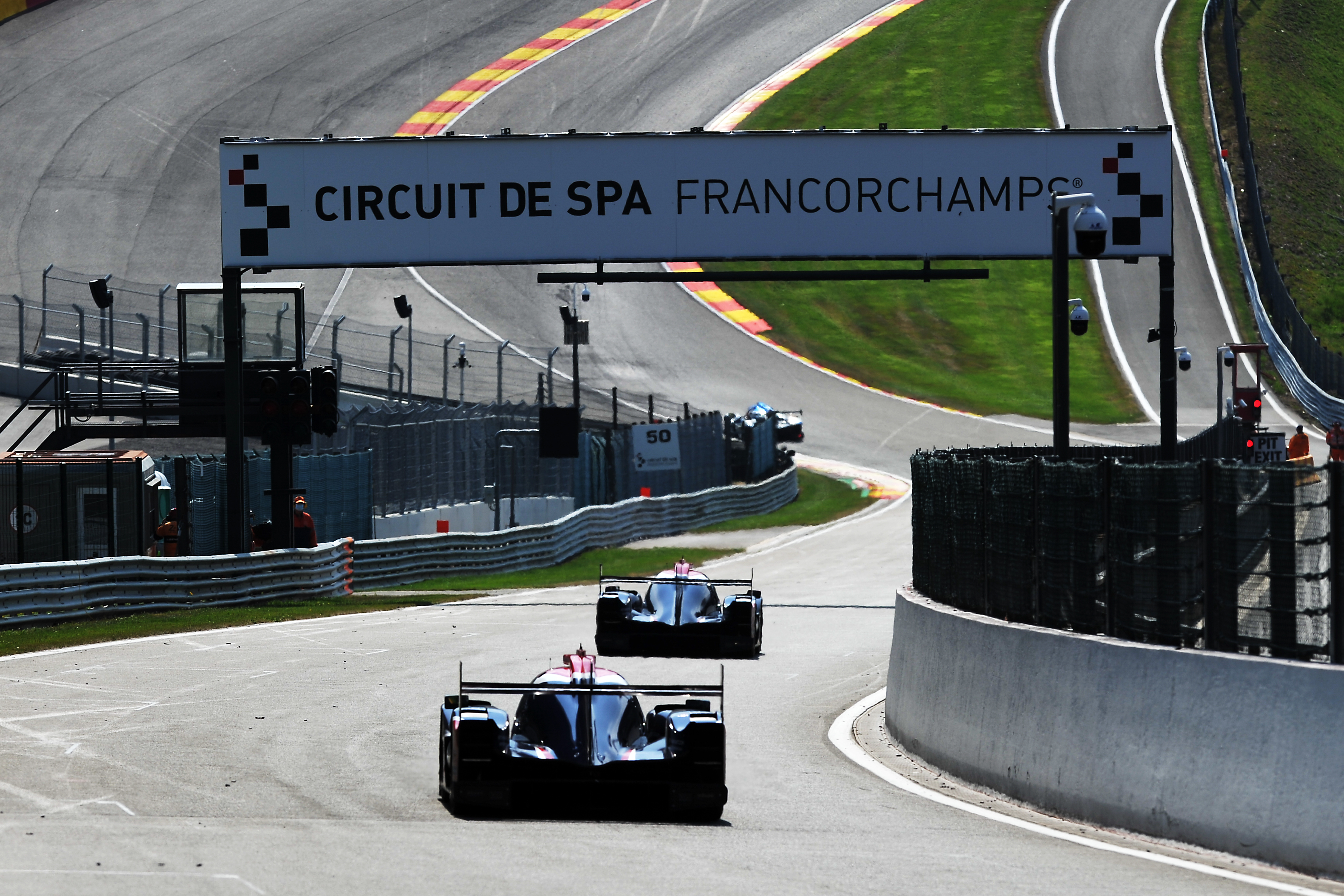
L'Oreca 07 n°32 de l'écurie United Autosports

Pour cette seconde manche du championnat European Le Mans Series, l'ACO a communiqué une liste d'engagement comprenant 40 voitures, soit 4 voitures supplémentaires par rapport à la manche inaugurale, les 4 Heures du Castellet. Cette liste était composée de 16 LMP2, 12 LMP3 et 12 LMGTE,,.
Dans la catégorie LMP2, une voiture supplémentaire sera au départ avec l'inscription d'une Oreca 07 par l'écurie britannique Jota Sport a l'épreuve belge afin de préparer la reprise du WEC qui a lieu la semaine d’après sur le même circuit. La voiture a été confiée à Anthony Davidson et Roberto González. António Félix da Costa étant retenu à EPrix de Berlin, Jake Dennis le remplaça pour cette épreuve. Il est également à noter que l'équipage de l’Aurus 01 n°26 de l'écurie russe G-Drive Racing, seconde aux 4 Heures du Castellet, n'est constitué que de deux pilotes, Roman Rusinov et Mikkel Jensen.
Dans la catégorie LMP3, il n'y a pas d'évolutions du nombre de voitures par rapport à la manche précédente du championnat. Seule une évolution d'équipage avec l’arrivée de Robert Megennis en remplacement de Ryan Harper-Ellam sur la Ligier JS P320 n°15 de l'écurie britannique RLR Msport aux côtés de Malthe Jakobsen et James Dayson.
Dans la catégorie LMGTE, on note l’arrivée de deux voitures, toutes des Ferrari 488 GTE Evo, qui courent habituellement en WEC. On retrouve ainsi les Ferrari n°54 et n°88 de l'écurie italienne AF Corse, partagées par Thomas Flohr et Francesco Castellacci, ainsi que François Perrodo, Emmanuel Collard et Harrison Newey. Une troisième voiture de l'écurie britannique Red River Sport, originellement confiée à Bonamy Grimes, Johnny Mowlem et Charles Hollings aurait dû participer à la course mais face à la situation sanitaire et afin d'éviter une quarantaine, l'écurie a finalement déclaré forfait. Comme aux 4 Heures du Castellet, Aston Martin Racing a engagé une Aston Martin Vantage AMR. L'écurie britannique JMW Motorsport a également fait évoluer son équipage avec le remplacement de Jody Fannin et Hunter Abbott (en) par Gunnar Jeannette et Rodrigo Sales. À noter que la livre de la voiture a également évoluée qui tout en restant dans son jaune traditionnel voit l'arrivée de bleu.

## Essais libres

### Test Collectif - Pilote Bronze, le vendredi de 15 h 35 à 16 h 05
| Pos. | Classe | N° | Équipe              | Temps                        | Tours |
| ---- | ------ | -- | ------------------- | ---------------------------- | ----- |
| 1    | LMP2   | 25 | Algarve Pro Racing  | 2 min 08 s 078 (au 5e tour)  | 13    |
| 2    | LMP2   | 20 | High Class Racing   | 2 min 10 s 229 (au 12e tour) | 12    |
| 3    | LMP2   | 37 | Cool Racing         | 2 min 11 s 556 (au 4e tour)  | 13    |
| 4    | LMP3   | 4  | DKR Engineering     | 2 min 16 s 419 (au 3e tour)  | 11    |
| 5    | LMP3   | 2  | United Autosports   | 2 min 16 s 728 (au 4e tour)  | 13    |
| 6    | LMP3   | 5  | Graff               | 2 min 16 s 748 (au 3e tour)  | 13    |
| 16   | LMGTE  | 51 | AF Corse            | 2 min 20 s 041 (au 2e tour)  | 11    |
| 17   | LMGTE  | 55 | Spirit of Race      | 2 min 20 s 438 (au 7e tour)  | 12    |
| 18   | LMGTE  | 98 | Aston Martin Racing | 2 min 20 s 732 (au 5e tour)  | 12    |

### Première séance, le vendredi de 12 h 15 à 13 h 45
Comme lors des essais privés qui se sont tenus sur le circuit de Spa-Francorchamps le mercredi avant le début du meeting, nous retrouvons les 2 mêmes voitures aux avants postes de cette première séance d'essai de 90 minutes. Filipe Albuquerque aux mains de l'Oreca 07 n°22 de l'écurie anglo-américaine United Autosports a rapidement obtenu le meilleur temps de la séance lors de ses premiers tours. Ben Hanley, aux mains de l'Oreca 07 n°21 de l'écurie américaine DragonSpeed a quant à lui, également en début de séance réalise la seconde meilleure performance à un peu plus de 4 dixièmes du meilleure chrono. L'Oreca 07 n°28 de l'écurie française IDEC Sport Racing a réalisé la troisième meilleure performance. Il est à noter que l'Oreca 07 n°20 de l'écurie danoise High Class Racing n’a pas roulé lors de la séance pour cause de boite de vitesses cassée puis d'un souci de direction assistée.
Dans la catégorie LMP3, l'écurie anglo-américaine United Autosports a également été aux avants postes en signant la meilleure performance avec la Ligier JS P320 n°2. La meilleure Duqueine D08 se place en deuxième position grâce à l'écurie luxembourgeoise DKR Engineering devant la Ligier JS P320 n°8 de l'écurie suisse Realteam Racing. Il est à noter que la Ligier JS P320 n°11 de l'écurie américaine EuroInternational n’a pas roulé lors de la séance car l'écurie a souhaité préserver des pneus en vue de la course.
Dans la catégorie LMGTE, la Porsche 911 RSR n°77 de l'écurie Proton Competition a signé le meilleur temps devant la Ferrari 488 GTE Evo n°83 de l'écurie italienne Iron Lynx et la Porsche 911 RSR n°93, la seconde voiture de l'écurie Proton Competition,,,.
| Pos. | Classe | N° | Équipe             | Temps                        | Tours |
| ---- | ------ | -- | ------------------ | ---------------------------- | ----- |
| 1    | LMP2   | 22 | United Autosports  | 2 min 03 s 456 (au 3e tour)  | 30    |
| 2    | LMP2   | 21 | DragonSpeed        | 2 min 03 s 879 (au 3e tour)  | 30    |
| 3    | LMP2   | 28 | IDEC Sport Racing  | 2 min 04 s 061 (au 2e tour)  | 27    |
| 19   | LMP3   | 16 | United Autosports  | 2 min 13 s 332 (au 5e tour)  | 12    |
| 20   | LMP3   | 17 | DKR Engineering    | 2 min 13 s 959 (au 6e tour)  | 15    |
| 21   | LMP3   | 18 | Realteam Racing    | 2 min 15 s 205 (au 7e tour)  | 32    |
| 25   | LMGTE  | 77 | Proton Competition | 2 min 19 s 180 (au 8e tour)  | 31    |
| 27   | LMGTE  | 83 | Iron Lynx          | 2 min 19 s 578 (au 6e tour)  | 28    |
| 28   | LMGTE  | 93 | Proton Competition | 2 min 19 s 868 (au 18e tour) | 30    |

### Deuxième séance, le samedi de 10 h 35 à 12 h 05
| Pos. | Classe | N° | Équipe              | Temps                        | Tours |
| ---- | ------ | -- | ------------------- | ---------------------------- | ----- |
| 1    | LMP2   | 32 | United Autosports   | 2 min 03 s 325 (au 5e tour)  | 33    |
| 2    | LMP2   | 22 | United Autosports   | 2 min 03 s 831 (au 6e tour)  | 31    |
| 3    | LMP2   | 30 | Duqueine Team       | 2 min 04 s 635 (au 2e tour)  | 35    |
| 17   | LMP3   | 11 | EuroInternational   | 2 min 14 s 755 (au 4e tour)  | 28    |
| 18   | LMP3   | 7  | Nielsen Racing      | 2 min 15 s 007 (au 5e tour)  | 9     |
| 19   | LMP3   | 8  | Realteam Racing     | 2 min 15 s 424 (au 4e tour)  | 7     |
| 24   | LMGTE  | 77 | Proton Competition  | 2 min 18 s 604 (au 19e tour) | 30    |
| 25   | LMGTE  | 98 | Aston Martin Racing | 2 min 18 s 753 (au 19e tour) | 30    |
| 33   | LMGTE  | 60 | Iron Lynx           | 2 min 19 s 364 (au 12e tour) | 28    |

## Qualifications
| Pos. | Classe | N° | Équipe                    | Pilote                  | Temps          | Écart      |
| 1    | LMP2   | 22 | United Autosports         | Filipe Albuquerque      | 2 min 03 s 298 | --         |
| 2    | LMP2   | 32 | United Autosports         | Job van Uitert          | 2 min 03 s 817 | + 0 s 519  |
| 3    | LMP2   | 26 | G-Drive Racing            | Mikkel Jensen           | 2 min 03 s 821 | + 0 s 523  |
| 4    | LMP2   | 30 | Duqueine Team             | Konstantin Tereshchenko | 2 min 03 s 828 | + 0 s 530  |
| 5    | LMP2   | 38 | Jota                      | Anthony Davidson        | 2 min 04 s 423 | + 1 s 125  |
| 6    | LMP2   | 21 | DragonSpeed               | Ben Hanley              | 2 min 04 s 483 | + 1 s 185  |
| 7    | LMP2   | 24 | Algarve Pro Racing        | Jon Lancaster           | 2 min 04 s 644 | + 1 s 346  |
| 8    | LMP2   | 28 | IDEC Sport Racing         | Richard Bradley         | 2 min 04 s 912 | + 1 s 614  |
| 9    | LMP2   | 37 | Cool Racing               | Nicolas Lapierre        | 2 min 05 s 047 | + 1 s 749  |
| 10   | LMP2   | 35 | BHK Motorsport            | Sergio Campana          | 2 min 05 s 156 | + 1 s 858  |
| 11   | LMP2   | 25 | Algarve Pro Racing        | Gabriel Aubry           | 2 min 05 s 200 | + 1 s 902  |
| 12   | LMP2   | 39 | Graff                     | James Allen             | 2 min 05 s 253 | + 1 s 955  |
| 13   | LMP2   | 31 | Panis Racing              | Nico Jamin              | 2 min 05 s 442 | + 2 s 144  |
| 14   | LMP2   | 50 | Richard Mille Racing Team | Tatiana Calderón        | 2 min 05 s 628 | + 2 s 330  |
| 15   | LMP2   | 20 | High Class Racing         | Anders Fjordbach        | 2 min 05 s 682 | + 2 s 384  |
| 16   | LMP2   | 34 | Inter Europol Competition | René Binder             | 2 min 05 s 994 | + 2 s 696  |
| 17   | LMP3   | 2  | United Autosports         | Wayne Boyd              | 2 min 12 s 634 | + 9 s 336  |
| 18   | LMP3   | 4  | DKR Engineering           | Laurents Hörr           | 2 min 13 s 519 | + 10 s 221 |
| 19   | LMP3   | 8  | Realteam Racing           | David Droux             | 2 min 14 s 240 | + 10 s 942 |
| 20   | LMP3   | 3  | United Autosports         | Duncan Tappy            | 2 min 14 s 520 | + 11 s 222 |
| 21   | LMP3   | 15 | RLR Msport                | Malthe Jakobsen         | 2 min 14 s 559 | + 11 s 261 |
| 22   | LMP3   | 11 | EuroInternational         | Niko Kari               | 2 min 14 s 625 | + 11 s 327 |
| 23   | LMP3   | 7  | Nielsen Racing            | Colin Noble             | 2 min 14 s 954 | + 11 s 656 |
| 24   | LMP3   | 10 | Nielsen Racing            | Garett Grist            | 2 min 14 s 967 | + 11 s 669 |
| 25   | LMP3   | 13 | Inter Europol Competition | Nigel Moore             | 2 min 15 s 122 | + 11 s 824 |
| 26   | LMP3   | 16 | BHK Motorsport            | Lorenzo Veglia          | 2 min 15 s 375 | + 12 s 077 |
| 27   | LMP3   | 9  | Graff                     | Vincent Capillaire      | 2 min 16 s 246 | + 12 s 948 |
| 28   | LMP3   | 5  | Graff                     | Eric Trouillet          | 2 min 17 s 328 | + 14 s 030 |
| 29   | LMGTE  | 93 | Proton Competition        | Richard Lietz           | 2 min 17 s 778 | + 14 s 480 |
| 30   | LMGTE  | 74 | Kessel Racing             | David Perel             | 2 min 17 s 994 | + 14 s 696 |
| 31   | LMGTE  | 60 | Iron Lynx                 | Andrea Piccini          | 2 min 18 s 090 | + 14 s 792 |
| 32   | LMGTE  | 98 | Aston Martin Racing       | Augusto Farfus          | 2 min 18 s 140 | + 14 s 842 |
| 33   | LMGTE  | 77 | Proton Competition        | Alessio Picariello      | 2 min 18 s 167 | + 14 s 869 |
| 34   | LMGTE  | 55 | Spirit of Race            | Matt Griffin            | 2 min 18 s 490 | + 15 s 192 |
| 35   | LMGTE  | 88 | AF Corse                  | Harrison Newey          | 2 min 18 s 804 | + 15 s 506 |
| 36   | LMGTE  | 83 | Iron Lynx                 | Michelle Gatting        | 2 min 19 s 178 | + 15 s 880 |
| 37   | LMGTE  | 51 | AF Corse                  | Christoph Ulrich        | 2 min 20 s 374 | + 17 s 076 |
| 38   | LMGTE  | 66 | JMW Motorsport            | Gunnar Jeannette        | 2 min 20 s 706 | + 17 s 408 |
| 39   | LMGTE  | 54 | AF Corse                  | Thomas Flohr            | 2 min 22 s 840 | + 19 s 542 |

## Course

### Classement de la course
Voici le classement final au terme de la course.
- Les vainqueurs de chaque catégorie sont signalés par un fond jauni.
- Pour la colonne Pneus, il faut passer le curseur au-dessus du modèle pour connaître le manufacturier de pneumatiques.

| Pos  | Classe | no | Écurie                    | Pilotes                                                   | Châssis                        | Pneus | Tours | Temps                                     |
| Pos  | Classe | no | Écurie                    | Pilotes                                                   | Moteur                         | Pneus | Tours | Temps                                     |
| ---- | ------ | -- | ------------------------- | --------------------------------------------------------- | ------------------------------ | ----- | ----- | ----------------------------------------- |
| 1    | LMP2   | 22 | United Autosports         | Phil Hanson Filipe Albuquerque                            | Oreca 07                       | M     | 100   | 4 h 02 min 01 s 361                       |
| 1    | LMP2   | 22 | United Autosports         | Phil Hanson Filipe Albuquerque                            | Gibson GK428 4,2 l V8 Atmo     | M     | 100   | 4 h 02 min 01 s 361                       |
| 2    | LMP2   | 39 | Graff                     | James Allen Thomas Laurent Alexandre Cougnaud             | Oreca 07                       | M     | 100   | + 58 s 163                                |
| 2    | LMP2   | 39 | Graff                     | James Allen Thomas Laurent Alexandre Cougnaud             | Gibson GK428 4,2 l V8 Atmo     | M     | 100   | + 58 s 163                                |
| 3    | LMP2   | 31 | Panis Racing              | Julien Canal Nicolas Jamin Will Stevens                   | Oreca 07                       | G     | 100   | + 1 min 01 s 115                          |
| 3    | LMP2   | 31 | Panis Racing              | Julien Canal Nicolas Jamin Will Stevens                   | Gibson GK428 4,2 l V8 Atmo     | G     | 100   | + 1 min 01 s 115                          |
| 4    | LMP2   | 30 | Duqueine Team             | Tristan Gommendy Jonathan Hirschi Konstantin Tereshchenko | Oreca 07                       | M     | 100   | + 1 min 14 s 321                          |
| 4    | LMP2   | 30 | Duqueine Team             | Tristan Gommendy Jonathan Hirschi Konstantin Tereshchenko | Gibson GK428 4,2 l V8 Atmo     | M     | 100   | + 1 min 14 s 321                          |
| 5    | LMP2   | 32 | United Autosports         | Will Owen Alex Brundle Job van Uitert                     | Oreca 07                       | M     | 100   | + 1 min 23 s 874                          |
| 5    | LMP2   | 32 | United Autosports         | Will Owen Alex Brundle Job van Uitert                     | Gibson GK428 4,2 l V8 Atmo     | M     | 100   | + 1 min 23 s 874                          |
| 6    | LMP2   | 50 | Richard Mille Racing Team | André Negrão Tatiana Calderón Beitske Visser              | Oreca 07                       | M     | 100   | + 1 min 26 s 147                          |
| 6    | LMP2   | 50 | Richard Mille Racing Team | André Negrão Tatiana Calderón Beitske Visser              | Gibson GK428 4,2 l V8 Atmo     | M     | 100   | + 1 min 26 s 147                          |
| 7    | LMP2   | 28 | IDEC Sport Racing         | Paul Lafargue Paul-Loup Chatin Richard Bradley            | Oreca 07                       | M     | 100   | + 1 min 30 s 363                          |
| 7    | LMP2   | 28 | IDEC Sport Racing         | Paul Lafargue Paul-Loup Chatin Richard Bradley            | Gibson GK428 4,2 l V8 Atmo     | M     | 100   | + 1 min 30 s 363                          |
| 8    | LMP2   | 38 | Jota                      | Anthony Davidson Roberto González Jake Dennis             | Oreca 07                       | G     | 100   | + 2 min 02 s 400                          |
| 8    | LMP2   | 38 | Jota                      | Anthony Davidson Roberto González Jake Dennis             | Gibson GK428 4,2 l V8 Atmo     | G     | 100   | + 2 min 02 s 400                          |
| 9    | LMP2   | 25 | Algarve Pro Racing        | John Falb Simon Trummer Gabriel Aubry                     | Oreca 07                       | G     | 99    | + 1 tour                                  |
| 9    | LMP2   | 25 | Algarve Pro Racing        | John Falb Simon Trummer Gabriel Aubry                     | Gibson GK428 4,2 l V8 Atmo     | G     | 99    | + 1 tour                                  |
| 10   | LMP2   | 37 | Cool Racing               | Nicolas Lapierre Antonin Borga Alexandre Coigny           | Oreca 07                       | M     | 99    | + 1 tour                                  |
| 10   | LMP2   | 37 | Cool Racing               | Nicolas Lapierre Antonin Borga Alexandre Coigny           | Gibson GK428 4,2 l V8 Atmo     | M     | 99    | + 1 tour                                  |
| 11   | LMP2   | 34 | Inter Europol Competition | Jakub Śmiechowski René Binder Matevos Isaakyan            | Ligier JS P217                 | M     | 99    | + 1 tour                                  |
| 11   | LMP2   | 34 | Inter Europol Competition | Jakub Śmiechowski René Binder Matevos Isaakyan            | Gibson GK428 4,2 l V8 Atmo     | M     | 99    | + 1 tour                                  |
| 12   | LMP2   | 24 | Algarve Pro Racing        | Henning Enqvist Loic Duval Jon Lancaster                  | Oreca 07                       | G     | 99    | + 1 tour                                  |
| 12   | LMP2   | 24 | Algarve Pro Racing        | Henning Enqvist Loic Duval Jon Lancaster                  | Gibson GK428 4,2 l V8 Atmo     | G     | 99    | + 1 tour                                  |
| 13   | LMP2   | 20 | High Class Racing         | Anders Fjordbach Dennis Andersen                          | Oreca 07                       | M     | 98    | + 2 tours                                 |
| 13   | LMP2   | 20 | High Class Racing         | Anders Fjordbach Dennis Andersen                          | Gibson GK428 4,2 l V8 Atmo     | M     | 98    | + 2 tours                                 |
| 14   | LMP2   | 21 | DragonSpeed               | Mémo Rojas Ben Hanley Ryan Cullen                         | Oreca 07                       | M     | 98    | + 2 tours                                 |
| 14   | LMP2   | 21 | DragonSpeed               | Mémo Rojas Ben Hanley Ryan Cullen                         | Gibson GK428 4,2 l V8 Atmo     | M     | 98    | + 2 tours                                 |
| 15   | LMP3   | 2  | United Autosports         | Wayne Boyd Tom Gamble Robert Wheldon                      | Ligier JS P320                 | M     | 95    | + 5 tours                                 |
| 15   | LMP3   | 2  | United Autosports         | Wayne Boyd Tom Gamble Robert Wheldon                      | Nissan VK56 5,6 l V8 Atmo      | M     | 95    | + 5 tours                                 |
| 16   | LMP3   | 7  | Nielsen Racing            | Tony Wells Colin Noble                                    | Duqueine M30 - D08             | M     | 95    | + 5 tours                                 |
| 16   | LMP3   | 7  | Nielsen Racing            | Tony Wells Colin Noble                                    | Nissan VK56 5,6 l V8 Atmo      | M     | 95    | + 5 tours                                 |
| 17   | LMGTE  | 74 | Kessel Racing             | Michał Broniszewski David Perel Marcos Gomes              | Ferrari 488 GTE Evo            | G     | 94    | + 6 tours                                 |
| 17   | LMGTE  | 74 | Kessel Racing             | Michał Broniszewski David Perel Marcos Gomes              | Ferrari F154CB 3.9 L V8 Turbo  | G     | 94    | + 6 tours                                 |
| 18   | LMGTE  | 88 | AF Corse                  | François Perrodo Emmanuel Collard Harrison Newey          | Ferrari 488 GTE Evo            | G     | 94    | + 6 tours                                 |
| 18   | LMGTE  | 88 | AF Corse                  | François Perrodo Emmanuel Collard Harrison Newey          | Ferrari F154CB 3.9 L V8 Turbo  | G     | 94    | + 6 tours                                 |
| 19   | LMGTE  | 98 | Aston Martin Racing       | Paul Dalla Lana Mathias Lauda Augusto Farfus              | Aston Martin Vantage AMR       | G     | 93    | + 7 tours                                 |
| 19   | LMGTE  | 98 | Aston Martin Racing       | Paul Dalla Lana Mathias Lauda Augusto Farfus              | Aston Martin 4,0 l V8 Bi-Turbo | G     | 93    | + 7 tours                                 |
| 20   | LMGTE  | 93 | Proton Competition        | Michael Fassbender Felipe Laser (de) Richard Lietz        | Porsche 911 RSR                | G     | 93    | + 7 tours                                 |
| 20   | LMGTE  | 93 | Proton Competition        | Michael Fassbender Felipe Laser (de) Richard Lietz        | Porsche 4,0 l Flat-6 Atmo      | G     | 93    | + 7 tours                                 |
| 21   | LMGTE  | 55 | Spirit of Race            | Duncan Cameron Matt Griffin Aaron Scott                   | Ferrari 488 GTE Evo            | G     | 93    | + 7 tours                                 |
| 21   | LMGTE  | 55 | Spirit of Race            | Duncan Cameron Matt Griffin Aaron Scott                   | Ferrari F154CB 3,9 l V8 Turbo  | G     | 93    | + 7 tours                                 |
| 22   | LMP3   | 11 | EuroInternational         | Thomas Erdos Niko Kari Andreas Laskaratos                 | Ligier JS P320                 | M     | 93    | + 7 tours                                 |
| 22   | LMP3   | 11 | EuroInternational         | Thomas Erdos Niko Kari Andreas Laskaratos                 | Nissan VK56 5,6 l V8 Atmo      | M     | 93    | + 7 tours                                 |
| 23   | LMP3   | 9  | Graff                     | Vincent Capillaire Arnold Robin Maxime Robin (de)         | Ligier JS P320                 | M     | 93    | + 7 tours                                 |
| 23   | LMP3   | 9  | Graff                     | Vincent Capillaire Arnold Robin Maxime Robin (de)         | Nissan VK56 5,6 l V8 Atmo      | M     | 93    | + 7 tours                                 |
| 24   | LMP3   | 3  | United Autosports         | James McGuire Duncan Tappy Andrew Bentley                 | Ligier JS P320                 | M     | 93    | + 7 tours                                 |
| 24   | LMP3   | 3  | United Autosports         | James McGuire Duncan Tappy Andrew Bentley                 | Nissan VK56 5,6 l V8 Atmo      | M     | 93    | + 7 tours                                 |
| 25   | LMP3   | 4  | DKR Engineering           | Laurents Hörr François Kirmann Jean Glorieux              | Duqueine M30 - D08             | M     | 92    | + 8 tours                                 |
| 25   | LMP3   | 4  | DKR Engineering           | Laurents Hörr François Kirmann Jean Glorieux              | Nissan VK56 5,6 l V8 Atmo      | M     | 92    | + 8 tours                                 |
| 26   | LMGTE  | 77 | Proton Competition        | Christian Ried Michele Beretta Alessio Picariello         | Porsche 911 RSR                | G     | 92    | + 8 tours                                 |
| 26   | LMGTE  | 77 | Proton Competition        | Christian Ried Michele Beretta Alessio Picariello         | Porsche 4,0 l Flat-6 Atmo      | G     | 92    | + 8 tours                                 |
| 27   | LMP3   | 15 | RLR Msport                | Malthe Jakobsen James Dayson Robert Megennis              | Ligier JS P320                 | M     | 92    | + 8 tours                                 |
| 27   | LMP3   | 15 | RLR Msport                | Malthe Jakobsen James Dayson Robert Megennis              | Nissan VK56 5,6 l V8 Atmo      | M     | 92    | + 8 tours                                 |
| 28   | LMP3   | 5  | Graff                     | Eric Trouillet Luis Sanjuan Sébastien Page                | Duqueine M30 - D08             | M     | 92    | + 8 tours                                 |
| 28   | LMP3   | 5  | Graff                     | Eric Trouillet Luis Sanjuan Sébastien Page                | Nissan VK56 5,6 l V8 Atmo      | M     | 92    | + 8 tours                                 |
| 29   | LMGTE  | 51 | AF Corse                  | Christoph Ulrich Alexander West Steffen Görig             | Ferrari 488 GTE Evo            | G     | 92    | + 8 tours                                 |
| 29   | LMGTE  | 51 | AF Corse                  | Christoph Ulrich Alexander West Steffen Görig             | Ferrari F154CB 3,9 l V8 Turbo  | G     | 92    | + 8 tours                                 |
| 30   | LMP3   | 16 | BHK Motorsport            | Lorenzo Veglia Andrea Fontana Jacopo Baratto              | Ligier JS P320                 | M     | 91    | + 9 tours                                 |
| 30   | LMP3   | 16 | BHK Motorsport            | Lorenzo Veglia Andrea Fontana Jacopo Baratto              | Nissan VK56 5,6 l V8 Atmo      | M     | 91    | + 9 tours                                 |
| 31   | LMGTE  | 83 | Iron Lynx                 | Manuela Gostner Rahel Frey Michelle Gatting               | Ferrari 488 GTE Evo            | G     | 91    | + 9 tours                                 |
| 31   | LMGTE  | 83 | Iron Lynx                 | Manuela Gostner Rahel Frey Michelle Gatting               | Ferrari F154CB 3.9 L V8 Turbo  | G     | 91    | + 9 tours                                 |
| 32   | LMGTE  | 66 | JMW Motorsport            | Gunnar Jeannette Rodrigo Sales Finlay Hutchison           | Ferrari 488 GTE Evo            | G     | 88    | + 12 tours                                |
| 32   | LMGTE  | 66 | JMW Motorsport            | Gunnar Jeannette Rodrigo Sales Finlay Hutchison           | Ferrari F154CB 3,9 l V8 Turbo  | G     | 88    | + 12 tours                                |
| Abd. | LMP3   | 8  | Realteam Racing           | Esteban Garcia David Droux                                | Ligier JS P320                 | M     | 84    | + 16 tours                                |
| Abd. | LMP3   | 8  | Realteam Racing           | Esteban Garcia David Droux                                | Nissan VK56 5,6 l V8 Atmo      | M     | 84    | + 16 tours                                |
| Abd. | LMP2   | 26 | G-Drive Racing            | Roman Rusinov Mikkel Jensen                               | Aurus 01                       | M     | 76    | Sortie de piste                           |
| Abd. | LMP2   | 26 | G-Drive Racing            | Roman Rusinov Mikkel Jensen                               | Gibson GK428 4,2 l V8 Atmo     | M     | 76    | Sortie de piste                           |
| Abd. | LMP3   | 10 | Nielsen Racing            | Rob Hodes Garett Grist Charles Crews                      | Duqueine M30 - D08             | M     | 74    | Rupture mécanique à la suite d'un contact |
| Abd. | LMP3   | 10 | Nielsen Racing            | Rob Hodes Garett Grist Charles Crews                      | Nissan VK56 5,6 l V8 Atmo      | M     | 74    | Rupture mécanique à la suite d'un contact |
| Abd. | LMGTE  | 54 | AF Corse                  | Thomas Flohr Francesco Castellacci                        | Ferrari 488 GTE Evo            | G     | 54    |                                           |
| Abd. | LMGTE  | 54 | AF Corse                  | Thomas Flohr Francesco Castellacci                        | Ferrari F154CB 3,9 l V8 Turbo  | G     | 54    |                                           |
| Abd. | LMP2   | 35 | BHK Motorsport            | Francesco Dracone Sergio Campana                          | Oreca 07                       | G     | 52    | Crevaison                                 |
| Abd. | LMP2   | 35 | BHK Motorsport            | Francesco Dracone Sergio Campana                          | Gibson GK428 4,2 l V8 Atmo     | G     | 52    | Crevaison                                 |
| Abd. | LMGTE  | 60 | Iron Lynx                 | Claudio Schiavoni Sergio Pianezzola Andrea Piccini        | Ferrari 488 GTE Evo            | G     | 17    | Sortie de piste                           |
| Abd. | LMGTE  | 60 | Iron Lynx                 | Claudio Schiavoni Sergio Pianezzola Andrea Piccini        | Ferrari F154CB 3,9 l V8 Turbo  | G     | 17    | Sortie de piste                           |
| Abd. | LMP3   | 13 | Inter Europol Competition | Martin Hippe Nigel Moore                                  | Ligier JS P320                 | M     | 6     | Sortie de piste                           |
| Abd. | LMP3   | 13 | Inter Europol Competition | Martin Hippe Nigel Moore                                  | Nissan VK56 5,6 l V8 Atmo      | M     | 6     | Sortie de piste                           |

## Pole position et record du tour
- Pole position :  Filipe Albuquerque (#22 United Autosports) en 2 min 03 s 298
- Meilleur tour en course :  Phil Hanson (#22 United Autosports) en  2 min 05 s 383

## Tours en tête
- no 22 Oreca 07 - United Autosports : 65 tours (1-12 / 45-58 / 61-75 / 77-100)[17]
- no 26 Aurus 01 - G-Drive Racing : 35 tours (13-44 / 59-60 / 76)

## À noter
- Longueur du circuit : 7,003 km
- Distance parcourue par les vainqueurs : 700,39 km